# Norlie & KKV
Norlie & KKV är en svensk pop-duo som består av Sonny Fahlberg (Norlie), född 4 mars 1990 och Kent Kim Vadenhag (KKV), född 10 juli 1990.

## Historik
Duon träffades 2008 i Huddinge kommun söder om Stockholm. Under våren 2009, då de fortfarande gick i gymnasiet, gjorde de ett låtsamarbete och det blev starten på deras samarbete. Norlies bror Niklas Jacobsson, känd som DJ WIKEN, fick dem att vilja börja med musik efter sin framgångsrika EP "Take Me Away". Rap är grunden, men med influenser i flera sorters musik; pop, house, electro, techno och rock. Under våren 2011 blev de utsedda till "Månadens artist" av MTV och Comviq, var med i Vakna med The Voice, låg etta på NRJ:s "Dagens Topp 3" med singeln Pressad av tid och släppte EP:n En Liten Del Av Någonting på Itunes och Spotify. EP:n består av 4 låtar som finns med på deras blivande debutskiva SN/\RT som gästas av bland andra Timbuktu, Minaya och house producenterna Nause. framträdde också på NRJ Summer Club 2010 och med Lazee på både Helsinki's Nickelodeon Dagen 2011 och Ungdomens hus i Upplands-Bro.
Deras officiella debutsingel När jag går ner släpptes 2011 och nådde 18:e plats på Sverigetopplistan. En video till låten gjordes samma år i november. 
Under 2012 fick duon topp 10-hits med båda singlarna Tröjan du hatar och Där jag hänger min hatt.
De vann "Årets nykomling" 2012 på P3 guld galan i januari 2013.

## Diskografi

### Studioalbum
| År   | Titel           | Listplac.      | Information          |
| År   | Titel           | SWE            | Information          |
| ---- | --------------- | -------------- | -------------------- |
| 2013 | Snart           | 17 (22 veckor) | Släppt: augusti 2013 |
| 2016 | Alla våra låtar | 5 (... veckor) | Släppt: 10 juni 2016 |
| 2019 | Se på oss       | 14 (9 veckor)  | Släppt: 28 juni 2019 |

### Singlar
| År   | Titel Album                                       | Listplac.      | Information                        |
| År   | Titel Album                                       | SWE            | Information                        |
| ---- | ------------------------------------------------- | -------------- | ---------------------------------- |
| 2011 | "När jag går ner" Snart                           | 18 (28 veckor) |                                    |
| 2012 | "Tröjan du hatar" Snart                           | 2 (35 veckor)  |                                    |
| 2012 | "Där jag hänger min hatt" Snart                   | 5 (28 veckor)  |                                    |
| 2013 | "Nej" Snart                                       | 29 (10 veckor) |                                    |
| 2013 | "Faller" Snart                                    | 33 (7 veckor)  |                                    |
| 2015 | "Ingen annan rör mig som du" Alla våra låtar      | 2 (36 veckor)  | Släppt: 19 mars 2015               |
| 2015 | "Du får göra vad du vill med mig" Alla våra låtar | 25 (16 veckor) |                                    |
| 2015 | "Västerbron" Alla våra låtar                      | 53 (5 veckor)  | Släppt: 25 september 2015          |
| 2016 | "Din idiot" Alla våra låtar                       | 7 (24 veckor)  | Släppt: 15 april 2016              |
| 2016 | "Det vet väl du" Alla våra låtar                  | 57 (3 veckor)  | Släppt: 10 juni 2016               |
| 2016 | "Alla våra låtar" Alla våra låtar                 | 67 (1 vecka)   | Släppt: 14 oktober 2016            |
| 2017 | "Säg nåt som får mig att stanna"                  | 27 (16 veckor) | Släppt: 5 maj 2017                 |
| 2018 | "Mer för varandra"                                | 1 (... veckor) | Släppt: 18 maj 2018 (ft. Estraden) |
| 2018 | "Om du lämnar mig nu"                             | — (... veckor) | Släppt: 21 september 2018          |